# Calibre fijo

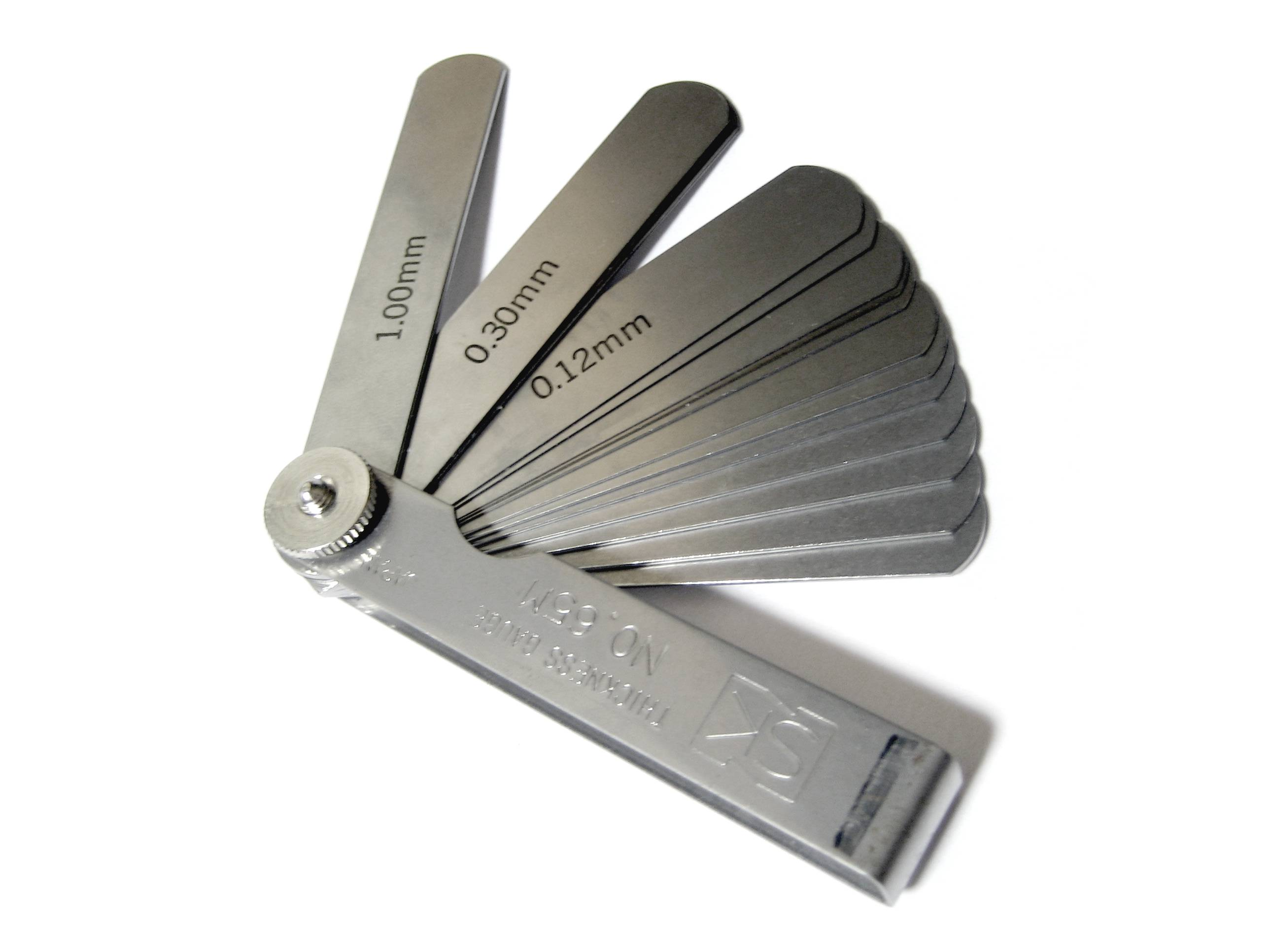
Galgas de espesores.

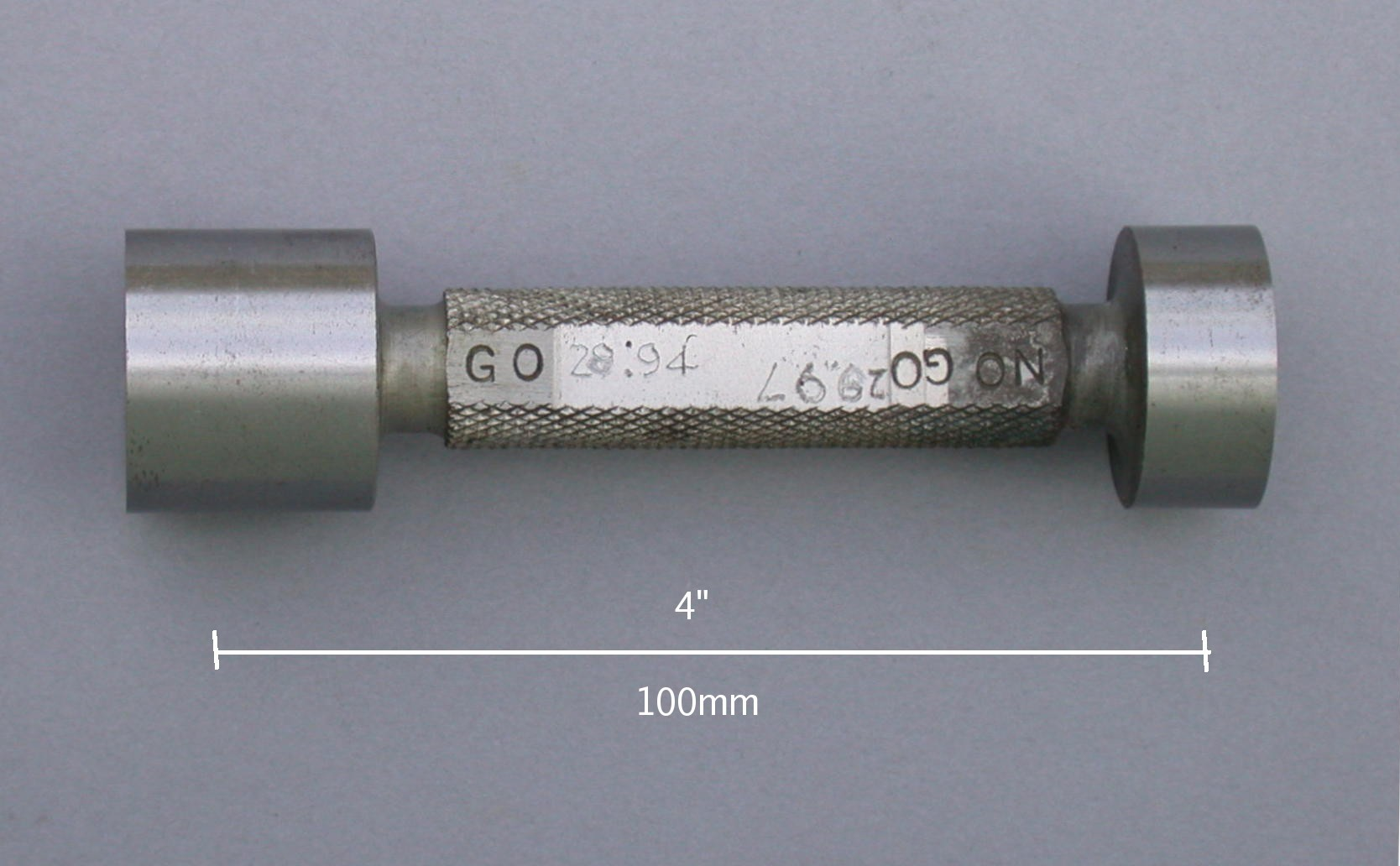
Galga de agujeros.

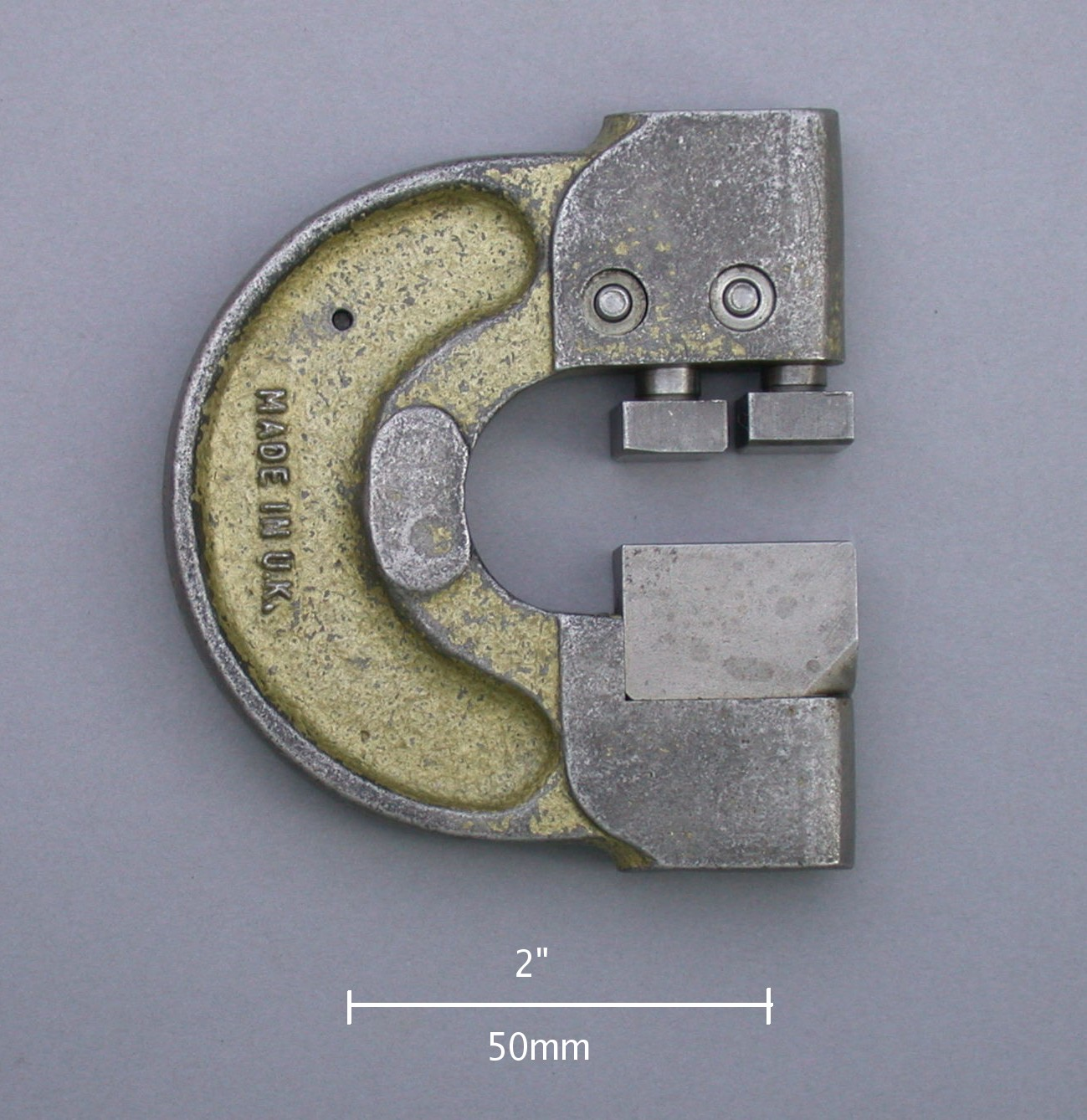
Galga para verificar ejes.

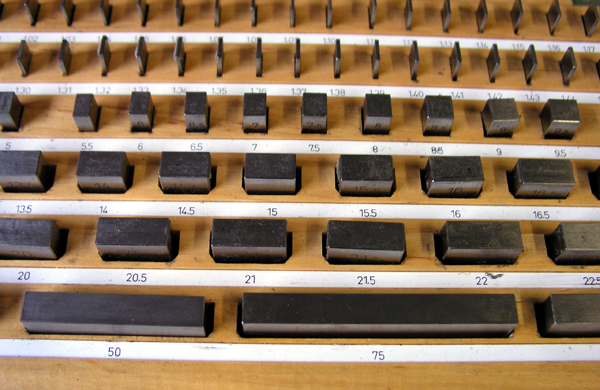
Galgas Etalon.

Se llama galga o calibre fijo o "feeler" a los elementos que se utilizan en el mecanizado de piezas para la verificación de las cotas con tolerancias estrechas cuando se trata de la verificación de piezas en serie.
La galga también es una unidad de medida, ésta es utilizada para indicar el grosor (espesor) de materiales muy delgados o extremadamente finos; la galga se define como el grosor de un objeto expresado en micras multiplicado por 4. Así, por ejemplo, una lámina de polietileno que tenga 25 micras (0,025 mm) de grosor será de 100 galgas; por tanto, la galga equivale a un cuarto de millonésima de metro (2,5 × 10-7 m). En el mundo anglosajón las medidas en los calibres fijos también se pueden encontrar indicadas en milésimas de pulgada.
Las galgas que son calibres fijos no siempre indican su medición y pueden ser meras réplicas de la pieza modelo, lo cual las abarata, así algunas sirven solo para establecer un patrón, con el que se compara la pieza para establecer su validez; están formadas por un mango de sujeción y dos elementos de medida, donde una medida corresponde al valor máximo de la cota a medir, y se llama «NO PASA» (en inglés «NOT GO»), y la otra medida corresponde al valor mínimo de la cota a medir, y se llama «PASA» («GO»).
Las galgas son de acero, templado y rectificado, o de carburos, con una gran precisión de ejecución, también se hacen galgas cerámicas de zirconia. Las dimensiones, dureza y título de las galgas están estandarizados en la norma DIN 2275.

## Tipos de galgas
Las galgas pueden ser individuales, que se usan por torsión (movimiento de deslizamiento y giro), o juegos que agrupan varias galgas con hasta cien placas lisas de diversas formas (rectangulares o redondeadas) y tamaños, también llamados estos últimos bloques de Johansson, en honor a C. E. Johansson, quien los inventó a principios de Años 1900, en los cuales las galgas se pueden armar para obtener diferentes longitudes, alcanzándose una precisión de hasta 0,05 µm.
En función de la cota a medir se pueden considerar los siguientes tipos de galgas:
- «Tapones de PASA y NO PASA»: se emplean en el verificado de los diámetros de orificios.
- «Galgas de herradura PASA - NO PASA»: se emplean en el verificado de los diámetros de ejes y cotas externas.
- «Tapones cónicos con la indicación de profundidad máxima»: se emplean en el verificado de agujeros cónicos.
- «Acoplamientos cónicos con la indicación de profundidad máxima»: se emplean en el verificado de ejes cónicos.
- «Ejes roscados con PASA y NO PASA»: se emplean en el verificado de roscas.
- «Galga para radios o de filete»: se emplean en el verificado de los radios. Se utiliza poniendo junto a la galga la pieza a contra luz, comprobándose si ésta coincide  con el radio, procediéndose a su corrección caso de existir alguna fuga de luz.

También hay galgas de ajustes de calibres. Para ajustar calibres y micrómetros, así como galgas graduables, se usan «calas de bloques ETALON».
Para verificar lotes de piezas de precisión se ha de operar controlando la temperatura, ésta se regula a 20°C para evitar que se altere la medida de la pieza con la dilatación causada por la oscilación térmica.